# Ямок (Дедовичский район)
Ямок — деревня в Дедовичском районе Псковской области России. Входит в состав Пожеревицкой волости Дедовичского района.
Расположена на западе района, в 12 км к юго-западу от райцентра Дедовичи, в 5 км к югу от деревни Дубровка и в 2 км к северу от села Пожеревицы.

## Население
Численность населения села составляет 50 жителей (2000 год).